# SO-03L
ドコモ スマートフォン Xperia 1 SO-03L（ドコモ スマートフォン エクスペリア ワン エスオー ゼロサン エル）は、ソニーモバイルコミュニケーションズが開発・製造した、NTTドコモの第4世代移動通信システム（PREMIUM 4G）・第3.9世代移動通信システム（Xi）・第3世代移動通信システム（FOMA）対応スマートフォン端末。ドコモ スマートフォン（第2期）のひとつ。

## 概要
本機種はXperia 1の日本国内ローカライズモデルであり、Xperiaシリーズのフラッグシップモデルとなる。2019年夏の新商品の1つとして発売された。2019年6月14日発売。
21:9比率の世界初4K2HDR対応有機ELディスプレイを搭載している。カメラではXperia初のトリプルレンズカメラで標準、望遠、超広角に切り替えることができる。またスマートフォンとしては世界初の瞳AFに対応した。
また、RAM容量に関しても、Xperia XZ3 SO-01Lの4GBから6GBに増強されている。
ボディカラーにはパープルとブラックを用意するが、グローバルモデルには展開されているホワイトとグレーは用意していない。

## 主な機能
| 主な対応サービス                                                             | 主な対応サービス                                      | 主な対応サービス                     | 主な対応サービス                                                  |
| ---------------------------------------------------------------------------- | ----------------------------------------------------- | ------------------------------------ | ----------------------------------------------------------------- |
| タッチパネル/加速度センサー                                                  | PREMIUM 4G/Xi/FOMAハイスピード/VoLTE(HD+対応)         | Bluetooth                            | dカード/おサイフケータイ/NFC/かざしてリンク/赤外線/トルカ         |
| ワンセグ/フルセグ                                                            | メロディコール                                        | テザリング                           | WiFi IEEE802.11a/b/g/n/ac                                         |
| GPS                                                                          | ドコモメール/電話帳バックアップ                       | デコメール/デコメ絵文字/デコメアニメ | iチャネル                                                         |
| エリアメール/ソフトウェアーアップデート自動更新/生体認証 (指紋／虹彩)/スグ電 | デジタルオーディオプレーヤー(WMA・MP3他)/ハイレゾ音源 | GSM/3Gローミング(WORLD WING)         | フルブラウザ/Flash Player                                         |
| Google Play/dメニュー/dマーケット                                            | Gmail/Google Talk/YouTube/Picasa                      | バーコードリーダ/名刺リーダ          | ドコモ地図ナビ/ドコモ ドライブネット/Google Maps/ストリートビュー |

## 歴史
- 2019年2月26日（現地時間） - スペイン・バルセロナの携帯電話展示会「Mobile World Congress 2019」にてソニーモバイルコミュニケーションズよりグローバルモデル発表。この時点で日本国内での販売も予告されていた
- 2019年5月16日 - NTTドコモ、およびソニーモバイルコミュニケーションズジャパンより公式発表。
- 2019年6月14日 - 発売開始。